# Зверевы
Зверевы — деревня в Юрьянском районе Кировской области в составе Загарского сельского поселения.

## География
Находится на расстоянии примерно 16 километров на север-северо-восток от поселка Мурыгино.

## История
Известна с 1764 года как починок Кривчовского с 8 жителями. В 1873 отмечено дворов 15 и жителей 108, в 1905 24 и 157, в 1926 27 и 131, 1950 25 и 79, в 1989 оставалось 7 жителей .

## Население
Постоянное население  составляло 9 человек (русские 100%) в 2002 году, 2 в 2010.